# 林燚
林燚（1963年2月—），浙江温岭人，汉族，中华人民共和国政治人物、第十二届全国人民代表大会浙江地区代表。

## 經歷
毕业于浙江农业大学种子专业。加入中国共产党。担任浙江省温岭市农技推广站副站长。2008年起担任全国人大代表。2013年，被选为全国人大代表。

## 榮譽
- 2009年，獲授全国五一劳动奖章[4]。